# Казимир Грохольський
Казимир Грохольський (або Казімеж Ґрохольський; пол. Kazimierz Grocholski; 1815, с. Рожиськ, нині Тернопільського району — 10 грудня 1888, Опатія, нині Хорватія) — польський громадсько-політичний діяч, державний діяч Австро-Угорщини. Перший міністр у справах Галичини в уряді Гогенварта (Hohenwart), сприяв спольщенню навчального процесу у Львівському університеті. Президент «Кола Польського» у віденському парламенті.

## Життєпис
Народився 1815 року в с. Рожиськ (Королівство Галичини та Володимирії, Австрійська імперія, нині Тернопільського району, Тернопільська область, Україна). Батько — Фелікс Ґрохольський, ротмістр австрійської армії. Мати — дружина батька Юзефа з Ґжималів.
Навчався в Тернопільській гімназії оо. єзуїтів до 1829 року. Ступінь доктора права здобув у 1839 (чи 1842) році.
У 1848 році член польської Національної Ради (Ради Народової) Тернопільського округу. Член Господарського товариства з 1851 року. Посол до Галицького крайового сейму першої каденції, обраний від курії великої власности Тернопільського округу. Як міністр у справах Галичини в уряді Гогенварта (11.4.—25.10.1871) спричинився до спольщення навчального процесу у Львівському університеті. З 1878 року — таємний радник двору. Був представником «подоляків»
Дружина — Анеля Коссовська, власниця маєтку в с. Булашів на Волині, дітей не мали.